# August Bootz
August Bootz (* 6. Mai 1807 in Ettlingen; † 22. April 1851 in Rastatt) war ein deutscher Maler und Zeichner. Er war vor allem Bildnismaler und schuf auch großformatige Porträts im Auftrag des badischen Hofes. Zu seinem Themenbereich gehörten ebenso religiöse Gemälde wie die drei 1838 entstandenen Altarbilder für die Kirche in Plittersdorf und die 1848 bis 1849 geschaffenen Bilder für die Kirche in Renchen.
Bootz war von 1835 bis 1850 als Zeichenlehrer am Gymnasium in Rastatt tätig. Er war auch als Restaurator tätig und stellte die Wendelinus-Darstellung in der Kirche von Weisenbach wieder her.